# Nusa Kambangan

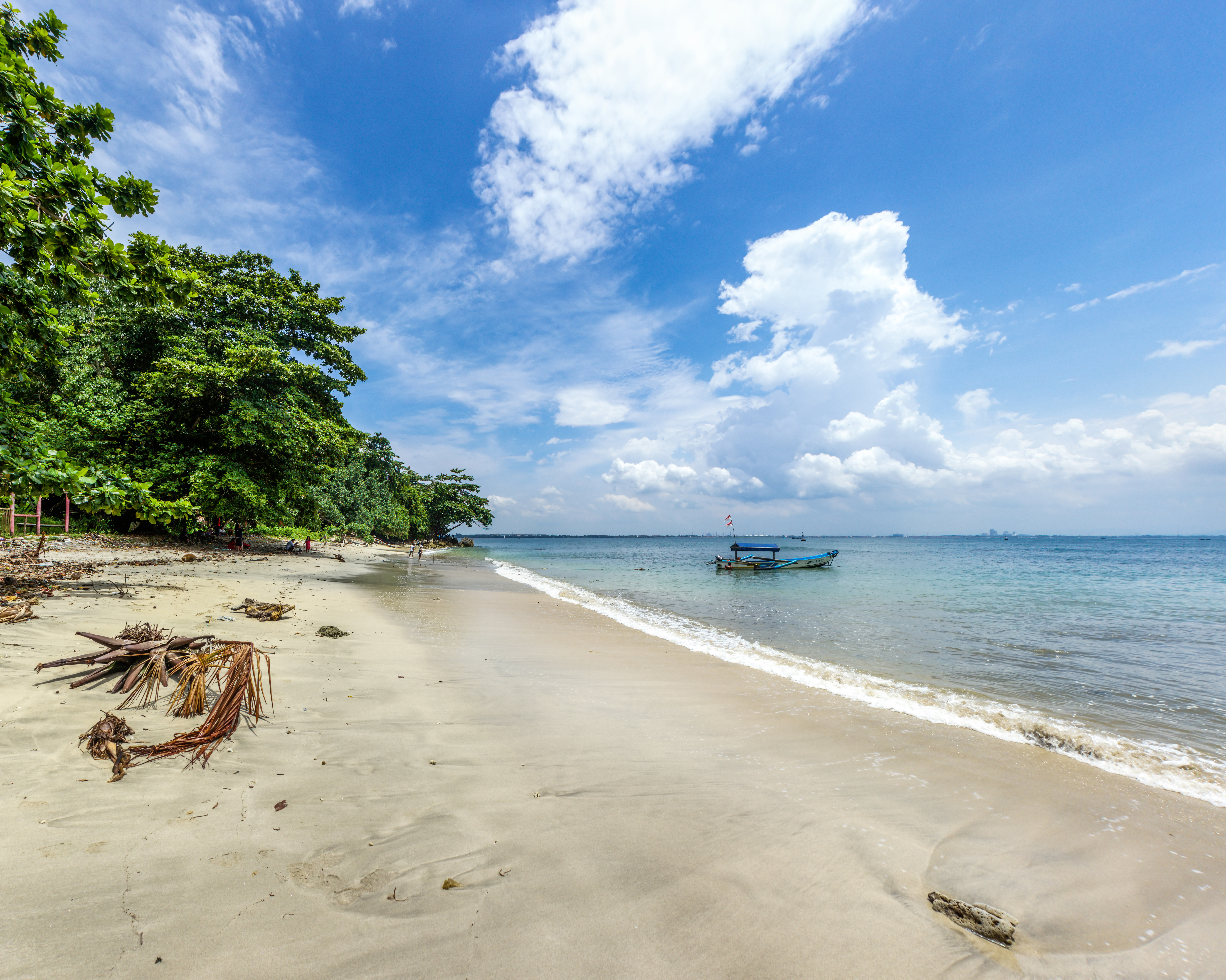
Nusakambangan

Nusa Kambangan, także: Nusakambangan, Kambangan – wyspa w Indonezji, powierzchnia 113,1 km². Na jej terenie znajduje się więzienie o maksymalnym rygorze. Przebywają tam więźniowie skazani za najcięższe przestępstwa, przy czym większość z nich to osadzeni z wyrokiem śmierci. Bywa nazywana „wyspą egzekucji” oraz „indonezyjskim Alcatraz”. 